# Heinrich Schneidereit
Heinrich Schneidereit (Köln, Német Császárság, 1884. december 23. – Thionville, Moselle megye, Franciaország, 1915. szeptember 30.) az 1906-os nem hivatalos olimpiai játékokon aranyérmet nyert német kötélhúzó, illetve két bronzérmet szerzett súlyemelő.

## Sportpályafutása
Az 1906. évi nyári olimpiai játékokon indult kötélhúzásban. Ebben a számban aranyérmes lett a német csapattal.
Súlyemelésben mindkét számban indult: egykaros és kétkaros súlyemelésben is bronzérmes lett.